# Brede vlakjesmot
De brede vlakjesmot (Catoptria permutatellus) is een vlinder uit de familie grasmotten (Crambidae). De spanwijdte van de vlinder bedraagt tussen de 22 en 29 millimeter. De imago is alleen van C. osthelderi te onderscheiden door microscooponderzoek van de genitaliën.

## Waardplanten
De brede vlakjesmot heeft mossen als waardplanten.

## Voorkomen in Nederland en België
De brede vlakjesmot is in Nederland en in België een vrij algemene soort. De soort heeft jaarlijks één generatie die vliegt van mei tot augustus.